# 背中合わせのふたり
『背中合わせのふたり』（せなかあわせのふたり）は、石川欣監督の日本映画。2022年11月11日公開。成人映画としてのタイトルは『挑発デリバリー 誰にも言えない裏メニュー』。

## 概要
2022年11月11日に成人向け映画として劇場公開。同年12月13日、「OP PICTURES+フェス2022」の一編としてR15版に再編集され、劇場公開。中年男がファム・ファタールと出会ったと確信するものの、翻弄され続けるというスリリングノワール。
中年男性の純愛物語を意識して脚本は作られた。主人公は片思いを諦めない男＝「その日暮らしのどん詰まり人生を送る男」と設定され、メインヒロインにきみと歩実。風俗嬢インコは加藤ツバキが演じる。
舞台あいさつでは監督の石川の新型コロナウイルス感染により、クランクインが2か月遅れになったこと、主演予定だった女優の感染により、きみとが急遽ヒロイン役に抜擢されたことなどが語られた。
2023年10月4日、『背中合わせのふたり』のタイトルでスターボードよりDVD発売。

## あらすじ
競輪場で一発当て、あぶく銭で金を増やすことに成功したその日暮らしの男・武三。「こんなことならもっと賭けておけばよかった。さあ、この金をどう使おう」と一時的に迷ったものの、悩む時間ももったいないと武三はデリバリーヘルス「宝石レディース」に電話。好みの派手めな風俗嬢・ダイヤを指名する。やがてホテルに入ってきたダイヤだったが、妊娠のつわりで突然嘔吐してしまう。萎えた武三は帰ろうとするが、苦しみながらもダイヤはプレイ代金、せめて交通費だけでもと食い下がる。武三は具合悪そうなダイヤを放っておくわけにもいかず、ひとまず町医者に担ぎ込む。しかしダイヤの状況は悪く、中絶手術を薦められる。中絶同意書を書くため、「親族のサイン」をした武三は、ダイヤの身の上を聞いてみると、500万円の借金があるという。武三は情に流れそうになるものの、建て替えられる金額でもない。やがてダイヤを連れ戻しにデリヘル店長がやってくると、武三に仕事がないなら送迎係になってくれと依頼される。引き受けた武三であったが、今度はダイヤから、東京に行った同郷の親友を見つけ出して欲しいと頼まれる。

## 登場人物
- ダイヤ ‐ きみと歩実[6]
- 武田武三 ‐ 重松隆志[6]
- インコ ‐ 加藤ツバキ
- ルビー ‐ 初愛ねんね
- チヒロ ‐ 加藤絵莉
- リュウキ ‐ 安藤ヒロキオ
- アカスズメ ‐ 稲田錠[4]
- シャチ ‐ 仲野茂[4]
- ダイヤの客 ‐ 小滝正大
- ヤコブ ‐ 加賀谷圭
- シャークス・メンバー ‐ 柳沼宏孝[6]
- シャークス・メンバー ‐ BATA[6]
- シャークス・メンバー ‐ 山鼻朝樹[6]

## スタッフ
- 監督・脚本・編集：石川欣
- プロデューサー：髙原秀和
- 撮影監督：田宮健彦
- 録音：百瀬賢一
- スチール：本田あきら
- 助監督：須上和泰
- メイク：ビューティー☆佐口
- 制作担当：森山茂雄
- 撮影助手：宮原かおり
- メイク助手：鈴木愛
- 撮影協力：森川圭
- 演出部応援：末永賢、柿原利幸、堂ノ本敬太
- 制作応援：中村貞祐
- 仕上げ：東映ラボ・テック
- 製作：ラブパンク
- 提供・配給：オーピー映画